# Трестія (Марамуреш)
Трестія (рум. Trestia) — село у повіті Марамуреш в Румунії. Входить до складу комуни Чернешть.
Село розташоване на відстані 390 км на північний захід від Бухареста, 19 км на південний схід від Бая-Маре, 88 км на північ від Клуж-Напоки.

## Населення
За даними перепису населення 2002 року у селі проживали 743 особи. Усі жителі села рідною мовою назвали румунську.
Національний склад населення села:
| Національність | Кількість осіб | Відсоток |
| -------------- | -------------- | -------- |
| румуни         | 660            | 88,8%    |
| цигани         | 83             | 11,2%    |